# VR Group

Finlands järnvägstrafiknät 2010. På sträckor markerade i grönt bedrivs reguljär persontrafik.

VR-Group Abp (finska: VR-Yhtymä Oyj) är det statliga järnvägsbolaget i Finland. VR stod tidigare för det finska namnet på Statsjärnvägarna (Valtionrautatiet), ur vilka VR-Group bildades 1995 genom bolagisering av järnvägstrafiken. VR-Group har av kommunikationsministeriet beviljats monopol på persontrafiken på järnväg till slutet av år 2024.
Före 2003 stod VR-Group för all järnvägstrafik i Finland. Internationell godstrafik öppnades för konkurrens 2003 och godstrafik inom landet öppnades för konkurrens 2007. Finland har bredspår (1524 mm), som ursprungligen valdes för att passa ihop med spårvidden i Ryssland, vilket idag försvårar marknadstillgången för utländska tågoperatörer med normalspårsmateriel.
VR-koncernen består av VR-Group Ab (koncernmoderbolag och järnvägstrafiken), VR Track Oy (banarbetsentreprenör), Avecra Oy (restaurangverksamhet), Oy Pohjolan Liikenne Ab (busstrafik) och Transpoint International (FI) Oy (lastbilstrafik). Koncernens personalstyrka uppgick 2016 till närmare 8000 årsverk, framförallt i Finland men även i Sverige och Ryssland.

## Trafik

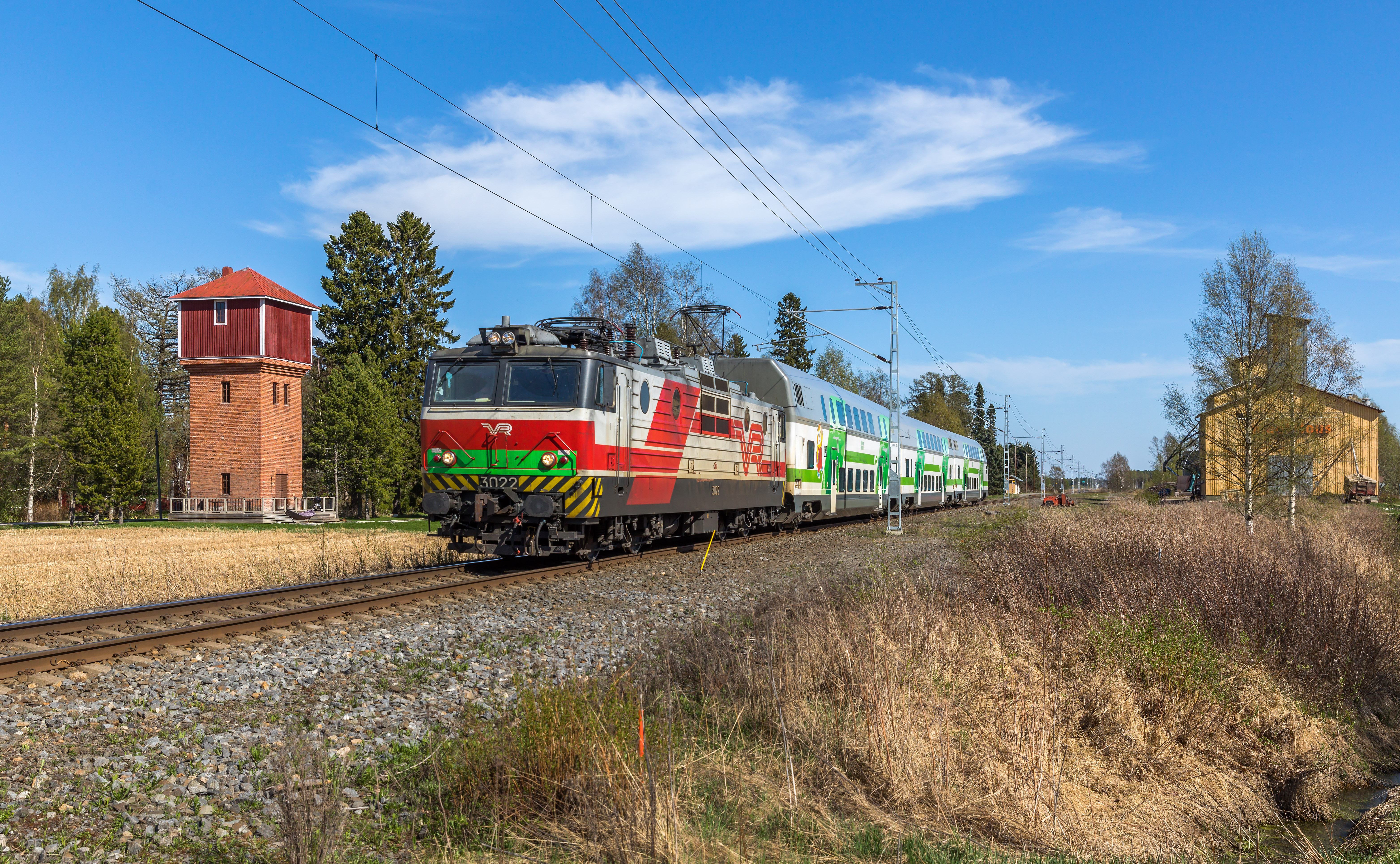
Ett fjärrtåg mellan Seinäjoki och Vasa.

### Närtrafik
Närtågtrafiken i Finland trafikerar fyra banor: Helsingfors - Sjundeå (kustbanan), Helsingfors - Flygplatsen - Helsingfors (Ringbanan), Helsingfors - Tammerfors samt Helsingfors - Lahtis. Kustbanan mellan Helsingfors och Kyrkslätt var den första rutten i Finland som elektrifierades. Samtidigt planeras en ny bana Helsingfors - Esbo - Salo(fi).[källa behövs]

### Fjärrtrafik
VR kör all fjärrtrafik med passagerartåg i Finland. Dock kördes tågen över gränsen till Ryssland av ett samriskföretag, Karelian Trains, som samägs med ryska statsjärnvägarna (RZD), vars trafik lades ned 2022. VR:s nordligaste trafik är till Kolari i Lappland.

## Fordon

### Lok
- Dv12 - mellantungt dieselhydrauliskt linje- och växellok av finländskt fabrikat, sth 125 km/h
- Dr14 - tungt dieselhydrauliskt växellok tillverkat i Finland
- Dr16 - tungt dieselelektriskt linjelok tillverkat i Finland, sth 140 km/h
- Sr1 - tungt linjeellok av sovjetiskt fabrikat, sth 140 km/h
- Sr2 - tungt linjeellok av Lok2000-modellen, korgen tillverkad i Finland, sth 210 km/h
- Sr3 - tungt linjeellok av Vectron-modellen, sth 200 km/h

#### Utgångna
- Hr1 (P1) – tungt ånglok för snälltåg, i användning från 1937 till 1971
- Dv16 – mellantungt dieselhydrauliskt växellok, i användning mellan 1962 och januari 2008

### Motorvagnar
- Dm12 - dieselmotorvagn av tjeckiskt fabrikat (tillverkade under åren 2004-2006) med 63 sittplatser, används på mindre trafikerade banor, sth 120 km/h
- Sm2 - elmotorvagnstågsätt för huvudstadsregionens närtrafik, tillverkade 1975-1981, närapå identiska med Sm1
- Sm3 - Pendolino, snabbtåg tillverkade 1995–2006 i Italien, sth 220 km/h
- Sm4 - elmotorvagnstågsätt (huvudstadsregionens närtrafik) med låggolvsavdelningar, tillverkade 1998–2005 i Spanien och Frankrike av CAF och Alstom, sth 160 km/h
- Sm5 - elmotorvagnstågsätt för huvudstadsregionens närtrafik, körs av VR, men ägs av ett särskilt bolag. Tillverkade 2008-2015 av schweiziska Stadler
- Sm6 - Allegro, snabbtåg av Pendolinotyp med tvåströmsdrift, tillverkade 2009–2011 i Italien av Alstom, sth 220 km/h, ägs gemensamt med RZD, går till/från Sankt Petersburg, spårvidd 1522 mm.

#### Utgångna

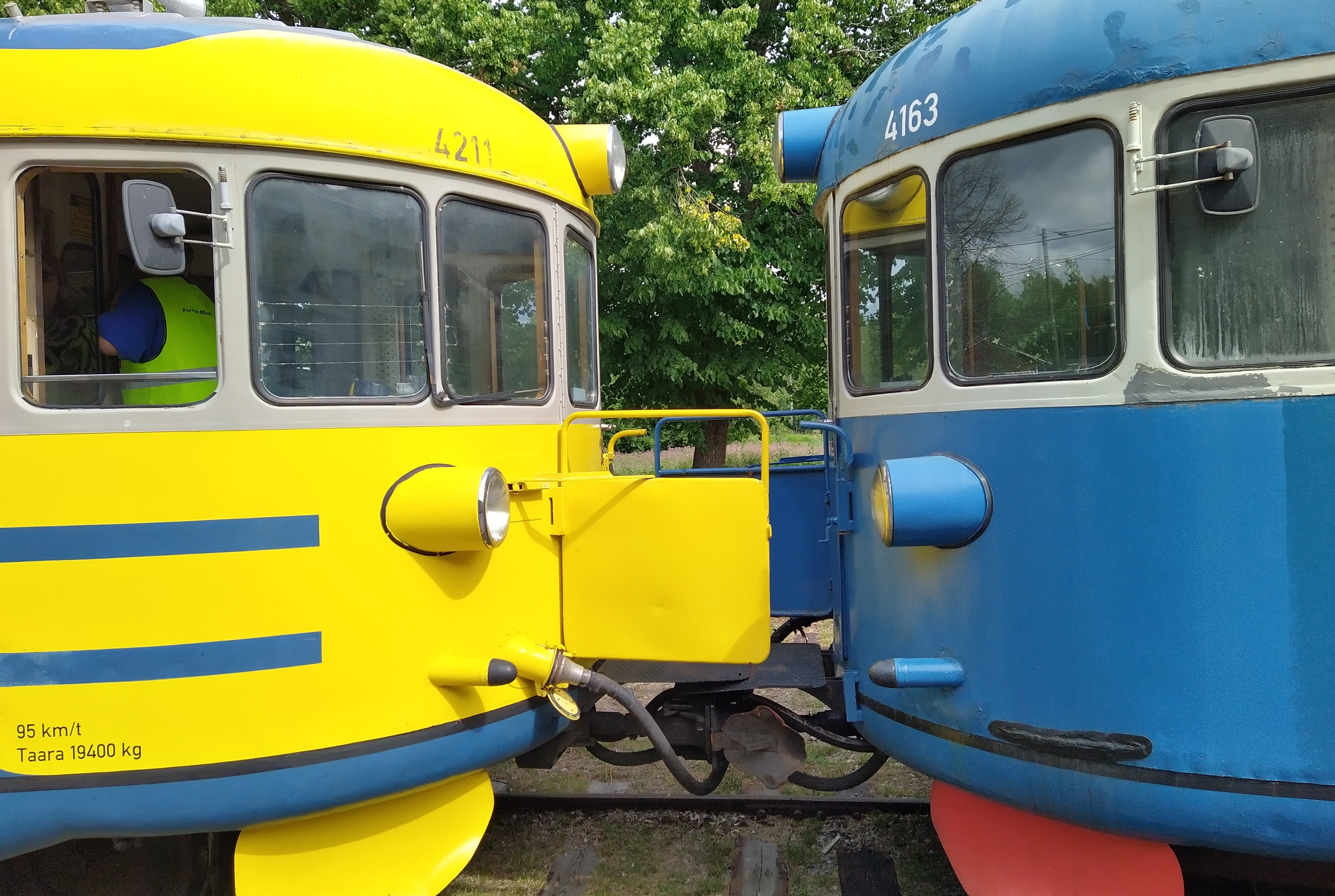
Hopkopplade VR Dm7-motorvagnar.

- Dm7 - rälsbussar med dieseldrift, i reguljär trafik mellan 1955 och 1988, sth 95 km/h, finsk variant av svenska Y6-generationen
- Sm1 - elmotorvagnstågsätt avsett för huvudstadsregionens närtrafik, tillverkade 1968–1973 av Valmet i Tammerfors, sth 120 km/h

### Vagnar
- Blåa vagnar - 1961-1987 tillverkade stålkarossvagnar

## Verksamhet i Sverige

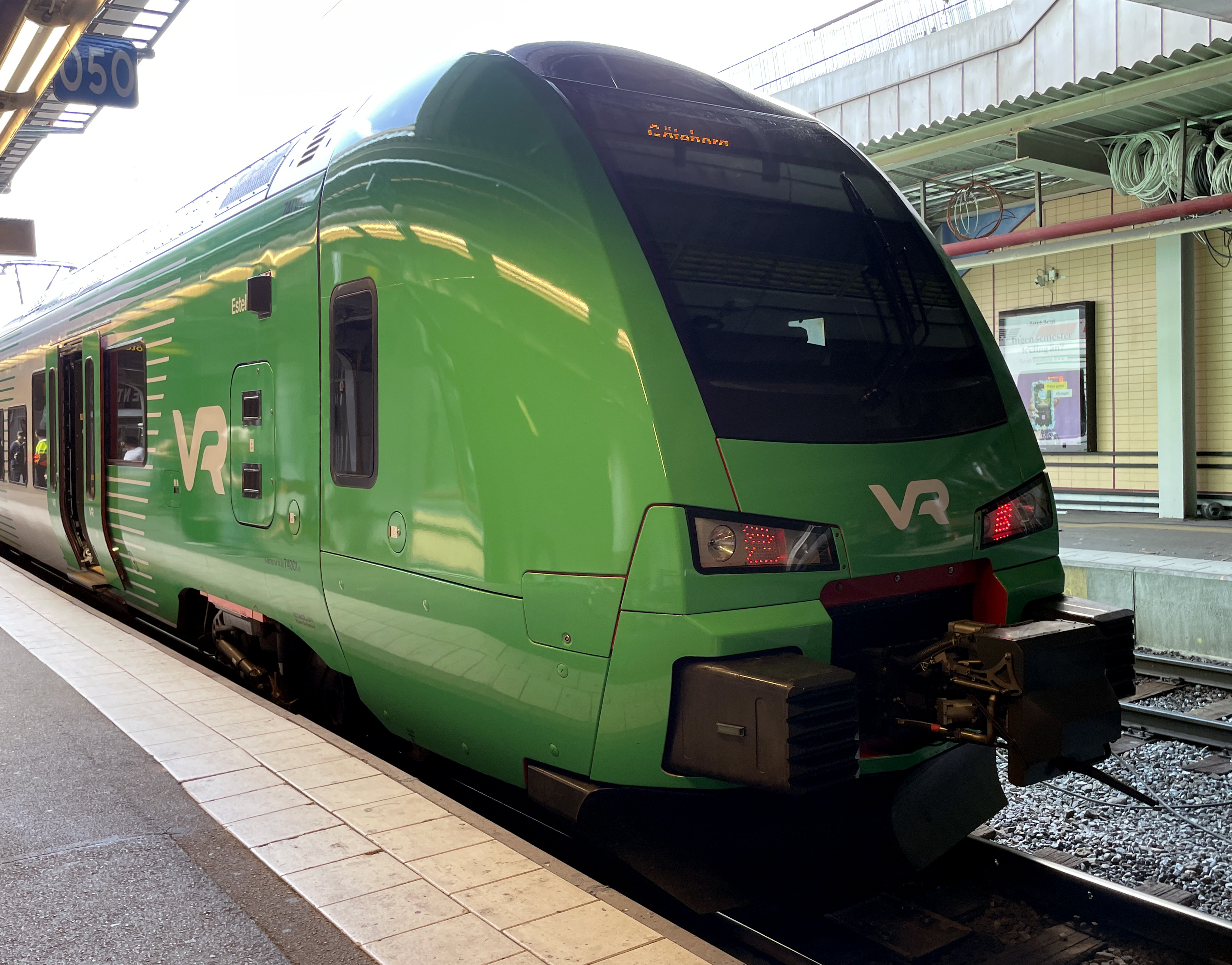
X74, VR Snabbtåg Sverige

Den 24 mars 2022 meddelades att VR Group förvärvat Arriva Sverige AB från Deutsche Bahn. Arriva Sverige var bland annat operatör för Pågatågen och Östgötapendeln samt buss- och lokalbanetrafik i Stockholms län.
VR Group tog över företaget den 1 juli 2022 och företaget bytte samtidigt namn till VR Sverige AB.
Den 30 maj 2024 tog VR Group över fjärrtågsoperatören MTRX från MTR Nordic. Bolaget bytte därefter namn till VR Snabbtåg Sverige AB.